# Kazimierz Waliszewski
Kazimierz Klemens Waliszewski, född 19 november 1849 i Gole, död 1935 i Paris, var en polsk historiker. 
Waliszewski studerade i Warszawa, Nancy och Paris, där han blev juris doktor. Bland hans populärt avfattade historiska monografier märks Archiwum spraw zagranicznych francuskich do dziejów Jana III 1674–77 (tre band, 1879–1884), Potoccy i Czartoryscy 1734–63 (1887), Polsko-francuskie stosuki w XVII. wieku (1892), Le roman d'une impératrice (samma år; Katarina), Ostatni pozełpolski do Porty otomańskiej (1894), Pierre le Grand (1897; Peter den store), Marysienka, femme de Sobieskì (1898), L'héritage de Pierre le Grand (1900), La dernière des Romanov (1902) och Les origines de la Russie moderne: Ivan le Terrible (1904).

## På svenska
- Katarina II af Ryssland (översättning Ernst Lundquist, Bonnier, 1897)
- Peter den store (översättning Axel Bergström, Wahlström & Widstrand, 1898)